# さがみゆき
さが みゆき（さが みゆき、本名：古川よし子、1940年9月21日 - ）は、日本の漫画家。京都府京都市伏見区出身。

## 来歴
祇園の芸者の娘として生まれる。美容師をしながら漫画家を目指し、1962年、金園社から短編集『すみれ』で貸本漫画家としてデビュー。その後上京し、池川伸治の太陽プロに参加。後に池川と結婚するが、池川の宗教への傾倒・暴力などが原因で離婚。1967年からはひばり書房でホラー漫画を中心に活動、後年にはレディースコミックも執筆した。
ペンネームの由来について『さが』は京都の嵯峨野から、『みゆき』は初恋の人の母親の名前だと語っている。続けて表記されることが多かったので、「さが　みゆきさんですか。さがみ　ゆきさんですか」という愛読者の質問に後書きで答えることもあった。
レディースコミック漫画家の英みちこは長女。

## 作品リスト（出版社別）

### ひばり書房
- 狂った子猫
- 伝説の里
- 鏡のない部屋
- 奇妙な牝猫
- 魔女が踊るとき
- 死霊少女の瞳
- ふりむいた恐怖
- ほくそ笑む少女
- みんな死んでいた
- 悪魔への祈り
- お墓に手首と指3本
- 猫は誰も殺さない
- 悪女の血が凍る
- 神秘の扉が開くとき
- 呪いの星があざ笑う
- あなたも悪魔になれる
- 声がする！！血の中から！
- 千人目の石仏
- 呪われた花嫁
- お七の三つ首
- 奇女を銀の皿へ
- 青白いふたりの愛
- おしゃべりな死人の恋
- はとの目に妖女の瞳
- 仮面に釘をうて
- 四谷怪談
- スパイク123
- 怪談ぼたん灯篭
- 怪談かさねが淵（蛇になった女の怨み）
- 蛇塚の死霊娘（蛇女の呪い沼）
- 怪談奇理子の墓（夜歩く吸血少女）
- 鏡の中に死顔が
- 鬼火の棲む家（呪われたふたつ顔）
- 美少女とカラス（血まみれカラスの呪い）
- 怪談黒髪の呪い
- 墓を掘る少女
- 怪談恋人形
- ミイラ狂女（血に炎える死美人）
- 吸血少女カーミラ（ゆうれい館の花嫁の血）
- 怪談お七狂乱
- 恐怖の人形寺（生血が欲しい妖怪人形）
- 骨よせの死女（血みどろの怨み）
- 怪談ふたり岩さま（私は幽霊になる）
- 魔女を切り裂け（血まみれ館の首）
- 人喰い屋敷（ミイラの叫び人喰い屋敷）
- 怪談雨月物語（恨み女の呪いぐし）
- 誓いのテレパシー（私を墓に埋めないで!）
- 血まみれ人形
- 口裂け女とお墓に手首
- はつ恋地獄変（呪わしき友情）
- あざ笑う恐怖

### 立風書房
- 血の悪夢　-未単行本化（『MACO-魔子-』創刊号掲載）

### 秋田書店
- 墓場のいけにえ
- ささやく死霊人形

### 講談社
- 死霊餓鬼の館

### フランス書院
フランス書院コミック文庫より発売。
- 7104 若奥様のひみつ

## アシスタント
- イエス小池
- あなだもあ